# Meranoplus glaber
Meranoplus glaber är en myrart som beskrevs av Arnold 1926. Meranoplus glaber ingår i släktet Meranoplus och familjen myror. Inga underarter finns listade i Catalogue of Life.